# Knockbridge
Knockbridge (irisch Droichead an Chnoic, deutsch: Brücke des Hügels) ist eine Ortschaft im County Louth in der Republik Irland. Sie hat 2022 759 Einwohner.

## Lage und Verkehrsanbindung
Knockbridge liegt etwa acht Kilometer südwestlich von Dundalk am Ufer des River Fane. Durch die Ortschaft führt die R171 von der Ortschaft Louth nach Dundalk. 

## Geschichte
Die Entstehung des Namens ist unklar. Teilweise wird der englische Name auch auf Cnoc Bhríde (deutsch: Brigidas Hügel nach der Heiligen Brigida von Kildare) zurückgeführt. 
Etwa 1,5 Kilometer nordwestlich von Knockbridge steht der Menhir Clochafarmore; dort soll der Held Cú Chulainn zu Tode gekommen sein.

## Einwohnerentwicklung
Die Zahl der Einwohner hat seit den 1990er Jahren zugenommen.
| 1991 | 1996 | 2001 | 2006 | 2011 | 2016 | 2022 |
| ---- | ---- | ---- | ---- | ---- | ---- | ---- |
| 292  | 274  | 335  | 427  | 583  | 667  | 759  |

## Sehenswürdigkeiten
- Clochafarmore
- Stephenstown House ist die Ruine eines georgianischen Herrenhauses, etwa ein Kilometer östlich von Knockbridge am Fane gelegen
- katholische St. Mary’s Church mit Mariengrotte

## Persönlichkeiten
- Declan Breathnach (* 1958), Politiker
- Ruairí Ó Murchú (* 1978), Politiker